# Ute Hasse
Ute Hasse (Düren, Alemania, 16 de septiembre de 1963) es una nadadora alemana retirada especializada en pruebas de estilo libre y estilo braza, donde consiguió ser subcampeona olímpica en 1984 en los 4 x 100 metros estilos.
Actualmente compite en España a nivel máster en el club Jerez Natación Máster, habiendo conseguido el record del mundo de 50 braza en la categoría +60 en el campeonato de España máster  de invierno celebrado en Pontevedra en el año 2024.

## Carrera deportiva
En los Juegos Olímpicos de Los Ángeles 1984 ganó la medalla de plata en los relevos de 4 x 100 metros estilos (nadando el largo de braza), con un tiempo de 4:11.97 segundos, tras Estados Unidos (oro) y por delante de Canadá (bronce), siendo sus compañeras de equipo las nadadoras: Svenja Schlicht, Ina Beyermann y Karin Seick.

## Palmarés internacional
| Juegos Olímpicos               | Juegos Olímpicos             | Juegos Olímpicos  | Juegos Olímpicos |
| Año                            | Lugar                        | Medalla           | Prueba           |
| ------------------------------ | ---------------------------- | ----------------- | ---------------- |
| 1984                           | Los Ángeles (Estados Unidos) | Medalla de plata  | 4x100 m estilos  |
| Campeonato Europeo de Natación |                              |                   |                  |
| Año                            | Lugar                        | Medalla           | Prueba           |
| 1983                           | Roma (Italia)                | Medalla de bronce | 4x100 m estilos  |